# Sophie Charnavel
Sophie Charnavel, née le 23 décembre 1976 à Annemasse et morte le 19 septembre 2024 dans le 5e arrondissement de Paris, est une éditrice française.

## Biographie
Sophie Charnavel naît le 23 décembre 1976 à Annemasse, en Haute-Savoie. Son père travaille dans la logistique et sa mère est experte-comptable.
Après une maîtrise à l’université Jean-Moulin-Lyon-III, elle étudie la langue et la civilisation hébraïques à l'École des hautes études en sciences sociales et réalise un doctorat d'histoire contemporaine à Sciences Po Paris.
Elle obtient ensuite un DESS en édition à l'université Paris-Sorbonne,.
En 2001-2002, elle est enseignante à l'INALCO. Elle débute ensuite aux Éditions Denoël comme assistante éditoriale, avant de rejoindre en 2004 la maison d'édition Privé. Elle travaille ensuite pour les Éditions Michel Lafon. À partir de 2009, elle est responsable éditoriale puis directrice éditoriale chez Flammarion. Elle devient en 2013 directrice éditoriale des Éditions Fayard,, Pauvert, Mille et une nuits, Mazarine et Pluriel, où elle succède à Sophie de Closets, poste auquel elle reste jusqu'en 2018. Elle y publie de nombreux ouvrages à caractère politique et des autobiographies, comme celles d'Antoine Leiris et de Serge et Beate Klarsfeld.
En septembre 2018, elle fait son entrée dans le groupe d'édition Editis, devenant directrice déléguée des Presses de la Renaissance et de Plon. En 2020, elle prend la tête de l'une des maisons d'édition qui dépendent du groupe, Robert Laffont, succédant à Cécile Boyer-Runge,,. Elle y poursuit sa ligne de publication de documents et ouvrages politiques.
Elle meurt le 19 septembre 2024, à 47 ans, des suites d'un cancer,,. Son décès est annoncé quelques jours plus tard par les Éditions Robert Laffont. Plusieurs personnalités politiques lui rendent hommage, notamment Christiane Taubira, Jean-Luc Mélenchon et la ministre de la Culture Rachida Dati.

## Vie privée
Sophie Charnavel était mariée et mère de deux garçons.

## Distinctions
En tant qu'éditrice, Sophie Charnavel reçoit plusieurs récompenses, :
- le Grand Prix du roman de l'Académie française pour L'Été des quatre rois de Camille Pascal
- le prix des Deux Magots pour Châteaux de sable de Louis-Henri de La Rochefoucauld
- le prix Médicis essai pour Proust, roman familial de Laure Murat